# Río Barwon (Nueva Gales del Sur)
El río Barwon, un río perenne que forma parte de la cuenca Murray-Darling, discurre por las Laderas Noroccidentales de Nueva Gales del Sur (Australia).
El nombre "barwon" se deriva de las palabras aborígenes australianas de barwum o bawon, que significa río grande, ancho y terrible de agua fangosa; y también baawan, un nombre Ngiyambaa para los ríos Barwon y Darling.  La historia, la cultura y los medios de vida de los pueblos aborígenes locales están estrechamente entrelazados con el río Barwon y sus afluentes asociados y corrientes descendentes. 

## Curso
El río se forma por la confluencia del río Macintyre y el río Weir (parte del sistema de ríos Fronterizos), al norte de Mungindi, en la región de Southern Downs de Queensland . El río Barwon fluye generalmente hacia el sur y el oeste, unido a 36 afluentes, entre los que destacan los ríos Boomi, Moonie, Gwydir, Mehi, Namoi, Macquarie, Bokhara y Bogan. Durante las grandes inundaciones, el desbordamiento de los lagos Narran y del río Narran también fluye hacia el Barwon. La confluencia de los ríos Barwon y Culgoa, entre Brewarrina y Bourke, marca el inicio del río Darling .
Desde su cabecera hasta el punto donde alcanza el paralelo 29 sur, cerca de la ciudad de Mungindi, el curso del río Barwon marca la frontera entre Queensland y Nueva Gales del Sur.
Entre las poblaciones situadas a lo largo del río Barwon, desde su nacimiento hasta su desembocadura, se encuentran Mungindi, Collarenebri, Walgett y Brewarrina.
La cuenca y los caudales del río Barwon son administrados, en general, por la Autoridad de la Cuenca Murray-Darling, que junto con el río Darling cubre aproximadamente el 13 % de la cuenca Murray-Darling. 
En diciembre de 2018, en medio de una sequía, el río Barwon en Walgett dejó de fluir y quedó reducido a una serie de charcas estancadas. 

## Historia

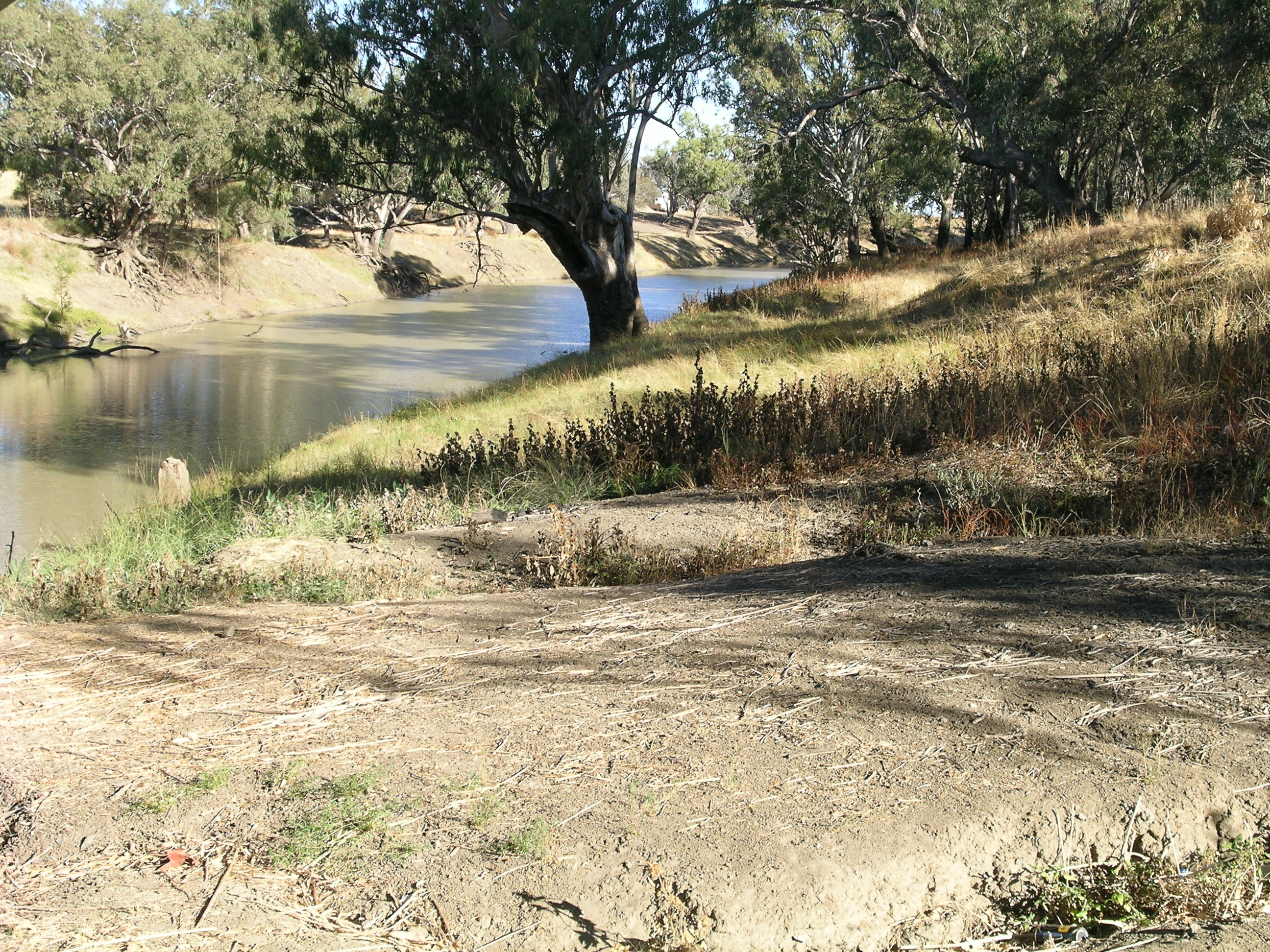
Río Barwon cerca de Walgett

### Historia aborigen
Los aborígenes de seis grupos lingüísticos ocupaban originalmente la zona de los humedales del río Barwon. Eran los ngemba, los baranbinja, los murrawarri, los yuwaalaraay, los weilwan y los kamilaroi. En general, los aborígenes utilizaban los humedales para cazar, pescar y recolectar, así como para mantener sus tradiciones culturales. 
Los aborígenes construyeron una compleja serie de trampas para peces en el río Barwon, en Brewarrina. Estas trampas son un ejemplo excelente y bien conservado de este tipo de yacimiento prehistórico. Están formadas por rocas colocadas en el lecho del río para formar un gran número de canales en forma de V o de diamante. Las trampas para peces de Brewarrina han sido incluidas en la Lista del Patrimonio Nacional Australiano debido a la rareza de estas obras. Son importantes para los aborígenes modernos y siguen utilizándose. Hay rápidos rocosos por encima y por debajo de Collarenebri, así como presas y otras estructuras de riego que impiden la navegación normal del río.
En 1846, Roderick Mitchell, Comisionado de Tierras de la Corona e hijo del explorador Sir Thomas Mitchell, demostró que los ríos Barwon y MacIntyre eran el mismo río con nombres diferentes. 
Entre 1880 y 1912 hubo servicios regulares de vapor entre Walgett y Bourke. Durante las inundaciones de 1879 y 1886, los vapores pudieron llegar hasta Collarenebri y hasta Mungindi en 1890.
El puente de Brewarrina, construido en 1888 sobre el río Barwon en la autopista de Kamilaroi, también ha sido considerado de importancia estatal. El puente de Boonanga, terminado en 1928 para cruzar el río Barwon cerca de Boomi, es un ejemplo temprano de los puentes de carretera con cerchas de madera Allan. Este puente está inscrito en el Registro de Patrimonio de la Agencia Estatal de Nueva Gales del Sur. 